# 岩田さゆり
岩田 さゆり（いわた さゆり、1990年7月21日 - ）は、日本の元女優、元ファッションモデル、元タレント、元歌手。愛称は、さゆりん、さゆ。

## 来歴
ファッション雑誌『ラブベリー』のモデルとして活動し、第3回ラブベリー読者オーディションで準グランプリを受賞。
2004年10月、TBS系ドラマ『3年B組金八先生』第7シリーズで、発達障害を持つ飯島弥生（通称・ヤヨ）役で出演し女優デビュー。また同時期、グリコ乳業の「とろ〜りクリームonプリン」のCMにも出演した。
2005年2月23日、ビーインググループのレコード会社GIZA studioより「空飛ぶあの白い雲のように/さよならと…」でCDデビューも果たす。同じGIZA所属の小松未歩やGARNET CROW、上原あずみなどからの楽曲提供を受ける。またGIZA studioに所属する女性歌手の中では珍しく、関東を中心に活動している。
またこのころより、DRUGSの防止ポスター、および放置バイククリーンキャンペーンポスターにも出演している。
2005年11月9日、自身の作詞で、アニメ『名探偵コナン』のエンディングテーマである「Thank You For Everything」をリリースした。
2006年からは本格的に女優として活動するようになり、4月からはテレビ朝日系ドラマ『吉祥天女』で初主演、5月には『テニスの王子様』で映画初出演。
アルバム『Thank You For…』をリリース以降は歌手活動を休止し女優に専念していたが、2008年6月4日に新曲6曲を加えたベストアルバム『岩田さゆり Best+』をリリース。
2016年に所属事務所との契約を終了した。

## 人物
- 自身で作詞を手がけることも多い。
- 歌手活動のプロデュースはビーイングだが、その他の女優・タレント活動においてのマネジメントはスペースクラフトが行っていた。

## 出演

### 映画
- テニスの王子様（2006年5月13日） - 檜垣紫音 役
- 東京の嘘（2007年3月17日） - 長倉ゆかり 役
- キャプテン（2007年8月18日） - 佐々木舞 役
- うた魂♪（2008年4月5日） - 青柳レナ 役
- 赤い糸（2008年12月20日） - 竹宮春菜 役
- テケテケ2（2009年3月21日） - 主演・水谷菜月 役
- ソラニン（2010年4月3日） - 鮎川律子 役
- 聖家族〜大和路（2010年5月22日） - 絹子 役
- ハナばあちゃん!!〜わたしのヤマのカミサマ〜（2011年2月12日） - 浅田理美 役
- ルパンの奇巌城（2011年5月7日） - 伊地知宏美 役
- アサシン（2011年10月8日） - ヒロイン・春日リオ 役
- 富士見二丁目交響楽団シリーズ 寒冷前線コンダクター（2012年3月3日） - ヒロイン・川島奈津子 役
- 百年の時計（2013年5月25日） - 菅原優 役
- スキャナー 記憶のカケラをよむ男（2016年4月29日） - 里奈 役

### テレビドラマ
- 3年B組金八先生（TBS） - 飯島弥生 役
  - 第7シリーズ（2004年10月15日 - 2005年3月25日）
  - スペシャルXI（2005年12月30日）
  - ファイナル「最後の贈る言葉」4時間SP（2011年3月27日）
- マチベン 第1話（2006年4月8日、NHK） - 河瀬ゆりか 役
- 吉祥天女（2006年4月15日 - 6月24日、テレビ朝日） - 主演・叶小夜子 役
- ひめゆり隊と同じ戦火を生きた少女の記録 最後のナイチンゲール（2006年8月22日、日本テレビ） - 玉城冨美 役
- もういちど地下鉄に乗って 第1話（2006年10月14日、テレビ朝日） - 主演・田波愛 役
- 地獄少女（2006年11月4日 - 2007年1月27日、日本テレビ） - 主演・閻魔あい 役
  - スペシャル（2007年3月24日）
- 恋する日曜日 第3シリーズ「またあえる日まで」（2007年2月3日、BS-i） - 主演・内野千佳 役
- 週刊 赤川次郎 「幽霊屋敷の電話番」（2007年7月3日 - 9月25日、テレビ東京） - 主演・石川ひかり 役
- 有閑倶楽部 第1話（2007年10月16日、日本テレビ） - 椎名早希 役
- しゃばけ（2007年11月24日、フジテレビ） - おはる 役
- パズル（2008年4月18日 - 6月20日 、朝日放送 / テレビ朝日） - 松尾ゆうこ 役
- 枯れオヤジ〜カレセンと呼ばないで〜 第2話（2008年10月19日、BSフジ） - 野々村葵 役
- 赤い糸（2008年12月6日 - 2009年2月28日、フジテレビ） - 竹宮春菜 役
- 人間動物園（2009年7月19日、WOWOW） - 発田りか 役
- 行列48時間（2009年10月16日 - 11月27日、NHK） - 宝福恵美 役
- 探偵M（2009年10月28日、日本テレビ） - 流川エリィ 役
- チーム・バチスタ2 ジェネラル・ルージュの凱旋 第5話（2010年5月4日、関西テレビ） - 真山香苗 役
- パーフェクト・リポート 第4話（2010年11月7日、フジテレビ） - 時田弘美 役
- 示談交渉人 ゴタ消し 第7話（2011年2月17日、読売テレビ） - 西野みのり 役
- ハンチョウ〜神南署安積班〜 シリーズ4 第8話（2011年5月30日、TBS） - 向井奈津美 役
- 花ざかりの君たちへ〜イケメン☆パラダイス〜2011 第2話（2011年7月17日、フジテレビ） - 山科理香 役
- おくさまは18歳 第2話（2011年6月24日、フジテレビTWO）
- One Cup of Coffee（2011年10月1日 - 29日、BS日テレ） - ハルカ 役
- 秘密諜報員 エリカ 第9話（2011年12月1日、読売テレビ） - 沢村早織 役
- 平清盛 第11話（2012年3月18日、NHK） - 波子 役
- 七人の敵がいる!〜ママたちのPTA奮闘記〜（2012年4月2日 - 6月29日、東海テレビ） - 小川春 役
- ATARU 第5話（2012年5月13日、TBS） - 大島香 役
- 匿名探偵 第7話（2012年11月23日、テレビ朝日） - 北村好江 役
- G1 DREAM（2013年2月2日、BSフジ） - 高幡由佳 役
- カラマーゾフの兄弟 第10話（2013年3月16日、フジテレビ） - 佐々木梨沙 役
- 天使はモップを持って（2013年5月4日 - 25日、NHK BSプレミアム） - 二宮友美 役
- クロユリ団地〜序章〜 第7話 - 第8話（2013年5月21 - 28日、TBS） - 橘美奈子 役
- 救命病棟24時 第5シリーズ 第1話（2013年7月9日、フジテレビ） - あかね 役
- 位置について!（2013年11月12日 - 12月3日、NHK Eテレ） - 今井夏見 役
- 相棒 season12 第5話（2013年11月13日、テレビ朝日） - 北川奈月 役
- 私の嫌いな探偵 第4話（2014年2月7日、テレビ朝日） - 高島美香 役
- 東京スカーレット〜警視庁NS係 第1話（2014年7月15日、TBS） - 三沢百合子 役
- ST 赤と白の捜査ファイル 第6話（2014年8月20日、日本テレビ） - 小山あずさ 役
- 旅行作家・茶屋次郎12（2014年9月17日、テレビ東京） - 蒼井美鈴 役
- 内田康夫サスペンス・福原警部5（2014年9月20日、テレビ朝日） - 佐々木伸子 役
- 海の斜光（2014年11月7日、フジテレビ） - 副島絵美子 役
- 五つ星ツーリスト〜最高の旅、ご案内します!!〜 第4話（2015年1月29日、読売テレビ） - 美月 役
- 明日もきっと、おいしいご飯〜銀のスプーン〜（2015年6月3日 - 7月31日、東海テレビ） - 鈴井環 役
- 警視庁捜査一課長〜ヒラから成り上がった最強の刑事!5（2015年10月17日、テレビ朝日） - 東条沙知絵 役
- 釣りバカ日誌〜新入社員 浜崎伝助〜 第5話（2015年11月20日、テレビ東京） - サヤカ 役

### 配信ドラマ
- おんにゃ。（2009年9月16日、mixiモバイル）
- モトカレ 「私と先生（カレ）の8年の恋」（2013年10月16日 - 全4話、UULA） - 七海 役[2]

### 舞台
- 彩られたモノ・クローン（2009年3月10日 - 17日、エコー劇場） - 瀬尾千尋 役
- リアルエチュード みんなの家（2011年11月10日 - 14日、赤坂BLITZ）

### バラエティ
- 小悪魔ドクショ〜文学で恋をつかまえる方法〜（2010年1月7日、日本テレビ） - 山川登美子 役
- タカトシ×くりぃむのペケ×ポン（2010年8月13日 - 、フジテレビ） - 不定期企画「MAX敬語」のVTR出演
- run for money 逃走中 禁断の恋と財宝村〜ロミオとジュリエ〜（2012年10月7日、フジテレビ） - 赤坂樹里江 役

### CM
- グリコ乳業 『とろ〜りクリームonプリン』 クリームかけに来ました編・ランチタイム編（2005年）
- ジョンソン・エンド・ジョンソン 「2ウィーク アキュビュー」 先輩編（2006年）
- NTTドコモ東海 新生活応援キャンペーンイメージキャラクター（2006年）
- ほっかほっか亭 『ライブクッキングシリーズ』（2007年）
- 伊藤園「カテキン緑茶」た・か・め篇（2008年）平泉成と共演。平泉単独の「宣言」篇の返歌にあたる。
- 伊藤園「梅涼み」（2008年）
- TOKAI『TOKAIネットワーククラブ（TNC）』イメージキャラクター（2009年）
- キヤノン「PIXUS」（2009年 - ）
- トーキョーブックマーク「トーキョー☆ブックマーク編集部 〜夏の東京バカンス〜」（2010年）
- 日本生命　ニッセイ・トータルパートナー　ご契約内容確認活動『奈良・サンクスマイル篇』（2010年）
- ニチイ 「受付カウンターありがとう・やりがい篇」（2011年）

### Web
- 岩田さゆりインタビュー モッテコ書店 （2008年10月2日）

### オリジナルビデオ
- 鎧武/ガイム外伝 仮面ライダー斬月/仮面ライダーバロン（2015年、東映ビデオ） - 朱月藤果 / 仮面ライダーイドゥン 役

## ディスコグラフィ

### シングル
| 枚  | 発売日        | タイトル                             | 規格品盤     | オリコン 最高位 |
| --- | ------------- | ------------------------------------ | ------------ | --------------- |
| 1st | 2005年2月23日 | 空飛ぶあの白い雲のように/さよならと… | GZCA-7059    | 40位            |
| 2nd | 2005年3月30日 | 空色の猫                             | GZCA-7060    | 31位            |
| 3rd | 2005年7月27日 | 不機嫌になる私                       | GZCA-4046    | 48位            |
| 4th | 2005年11月9日 | Thank You For Everything             | GZCA-7064/65 | 16位            |

### アルバム
| 枚     | 発売日        | タイトル         | 規格品盤                    | オリコン 最高位 |
| ------ | ------------- | ---------------- | --------------------------- | --------------- |
| ミニ   | 2005年5月25日 | 風と空と         | GZCA-5066                   | 36位            |
| 1st    | 2005年12月7日 | Thank You For…   | GZCA-5076                   | 48位            |
| ベスト | 2008年6月4日  | 岩田さゆり Best+ | GZCA-5133（初回生産限定盤） | 69位            |
| ベスト | 2008年6月4日  | 岩田さゆり Best+ | GZCA-5134（通常盤）         | 69位            |

### 映像作品
| 枚  | 発売日       | タイトル                                         | 規格品盤  | オリコン 最高位 |
| --- | ------------ | ------------------------------------------------ | --------- | --------------- |
| 1st | 2006年5月3日 | First Scene 〜岩田さゆり 1st Visual Collection〜 | ONBD-7065 |                 |

### 作詞
- 15
- 4thシングル『Thank You For Everything』収録曲
  - Thank You For Everything
  - ホントの笑顔 ホントの気持ち
- 1stアルバム『Thank You For…』収録曲
  - 世界≒セカイ
  - 最後のラブレター
- ベストアルバム『岩田さゆり Best+』収録曲
  - LailaLai
  - step up tears
  - 時効
  - 言葉
  - 壊れたピアノ

## 作品

### 写真集
- best friend（2005年11月、集英社 撮影:渡辺達生）ISBN 978-4087804232
- 花風と橙（2008年5月、ワニブックス 撮影:西田幸樹）ISBN 978-4847040979

### DVD
- 恋と金魚（2008年6月、スペースクラフト・エンタテインメント/ポニーキャニオン）

## ポスター
- 日本損害保険協会 2006年度 全国統一防火標語ポスター
- 国民生活金融公庫 平成18年度イメージポスター